# Biên tập viên thời sự

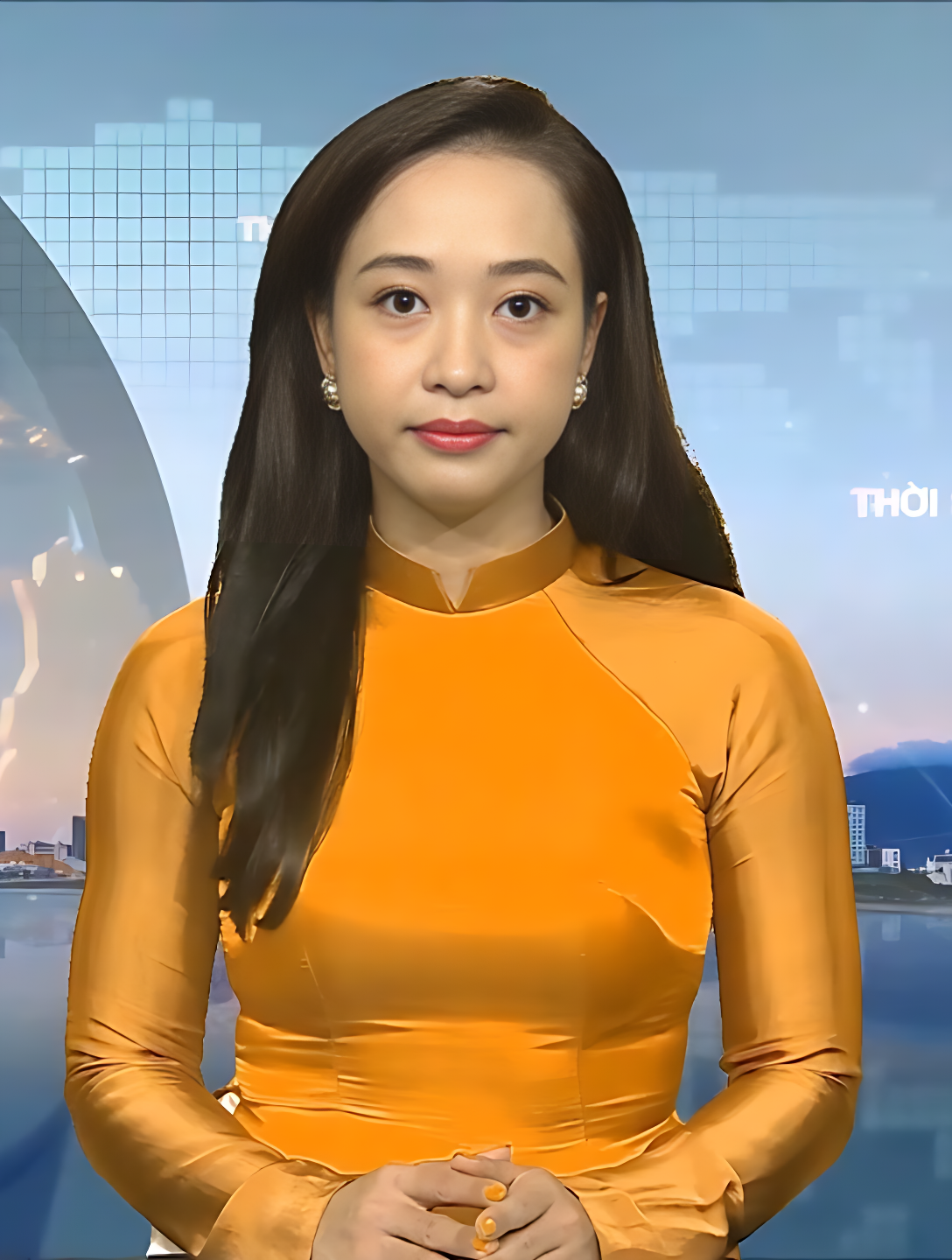
Một nữ biên tập viên tại đài truyền hình ở Đà Nẵng.

Biên tập viên thời sự (tiếng Anh: news presenter), thường gọi tắt là biên tập viên, là người đọc các bản tin trong một chương trình thời sự trên sóng truyền hình, phát thanh hoặc trên mạng Internet. Họ có thể là nhà báo đang hoạt động, trợ lý trong việc chọn lọc tin tức, và thêm vào đó có thể đưa ra bình luận trong suốt thời gian diễn ra chương trình. Biên tập viên thời sự hầu hết thường làm việc trong trường quay truyền hình hoặc phòng phát thanh, nhưng cũng có thể đưa tin từ các địa điểm từ xa trong lĩnh vực liên quan đến tin tức sự kiện chính nào đó.